# Olga Doronina
Olga Aleksandrovna Doronina (en russe : Ольга Александровна Доронина) est une ancienne joueuse de volley-ball russe d'origine ukrainienne née le 1er juillet 1981 à Ferghana (Ouzbékistan). Elle mesure 1,92 m et jouait au poste de centrale. 

## Clubs
| Club                 | De        | À         |
| -------------------- | --------- | --------- |
| Iskra Louhansk       | 1996-1997 | 1996-1997 |
| Energia Zaporijia    | 1997-1998 | 1997-1998 |
| Orbita Zaporijia     | 1998-1999 | 2004-2005 |
| Galatasaray Istanbul | 2005-2006 | 2005-2006 |
| Orbita Universitet   | 2006-2007 | 2006-2007 |
| Kazanotchka          | 2007-2008 | 2007-2008 |
| Dinamo Kazan         | 2008-2009 | 2009-2010 |
| Samorodok Khabarovsk | 2010-2011 | 2011-2012 |
| Ienisseï Krasnoïarsk | 2012-2013 | 2012-2013 |

## Palmarès
- Championnat d'Ukraine
  - Vainqueur : 1997.